# Oļģerts Jurgensons
Oļģerts Jurgensons (Letland, 2 juni 1940) is een voormalig Sovjet- en Letse basketbalspeler.

## Carrière
Jurgensons speelde zijn hele carrière in bij VEF Riga van 1959 tot 1976. Met VEF werd hij twee keer derde om het Landskampioenschap van de Sovjet-Unie in 1960 en 1966. Ook won hij vijf keer het Landskampioenschap van de Letse SSR in 1959, 1960, 1961, 1971 en 1974. Hij werd één keer derde om de Spartakiade van de Volkeren van de USSR in 1963 met de Letse SSR.
Jurgensons won met het nationale team van de Sovjet-Unie één gouden medaille op het Europees kampioenschap in 1963. In 1976 stopte hij met basketbal.

## Erelijst
- Landskampioen Sovjet-Unie:
  - Derde: 1960, 1966
- Landskampioen Letse SSR: 5
  - Winnaar: 1959, 1960, 1961, 1971, 1974
- Europees Kampioenschap: 1
  - Goud: 1963
- Spartakiade van de Volkeren van de USSR:
  - Derde: 1963